# 39 Laetitia

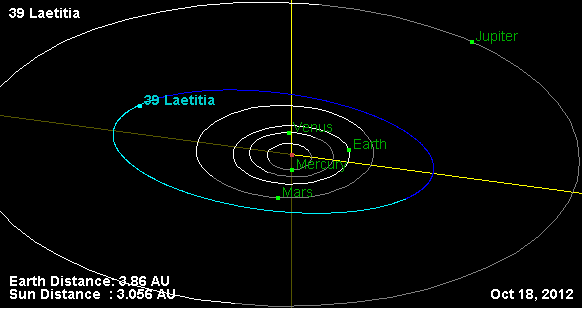
39 Laetitia

39 Laetitia är en asteroid upptäckt 8 februari 1856 av den franske astronomen Jean Chacornac i Paris. Asteroiden har fått sitt namn efter Laetitia, glädjens gudinna inom romersk mytologi.

## Måne
1985 rapporterade A. Cellino med flera att man har observerat en måne till Laetitia. Den har dimensionerna: 59×36×34 km och cirkulerar på ett avstånd av 168 km från Laetitia.